# آنتونی کاروسو (هنرپیشه)
آنتونی کاروسو (انگلیسی: Anthony Caruso؛ ‏ ۷ آوریل ۱۹۱۶ – ۴ آوریل ۲۰۰۳) بازیگر اهل ایالات متحده آمریکا بود.
از فیلم‌هایی که وی در آن‌ها نقش داشته است، می‌توان به دیوانگان رقص اشاره نمود.